# Liste des phares dans les îles Turques-et-Caïques
Voici une liste des phares dans les îles Turques-et-Caïques,.

## Phare
| Nom                     | Image | Année Construction | Localisation et coordonnées                       | Classe de lumière | Hauteur focale | Référence NGA | Référence Amirauté | Portée        |
| ----------------------- | ----- | ------------------ | ------------------------------------------------- | ----------------- | -------------- | ------------- | ------------------ | ------------- |
| South Caicos Lighthouse |       | 1890               | Cockburn Harbour 21° 29′ 18,5″ N, 71° 31′ 42,9″ O | F W               | 5 m            | 12392         | J4808              | 9 NM (17 km)  |
| Phare de Grand Turk     |       | 1852               | Cockburn Town 21° 30′ 41,8″ N, 71° 08′ 01,1″ O    | Fl W 7.5s.        | 18 m           | 12408         | J4812              | 18 NM (33 km) |